# Böseler Moor
Das Böseler Moor ist ein Naturschutzgebiet in der niedersächsischen Gemeinde Bösel im Landkreis Cloppenburg.
Das Naturschutzgebiet mit dem Kennzeichen NSG WE 185 ist 185 Hektar groß. Es steht seit dem 13. Februar 1988 unter Naturschutz. Zuständige untere Naturschutzbehörde ist der Landkreis Cloppenburg.
Das Gebiet stellt einen zwar durch Torfabbau genutzten, aber unkultiviert gebliebenen Rest des Vehnemoors unter Schutz. In dem sich regenerierenden Hochmoorgebiet finden sich Sand- und Moorheiden und sich entwickelnder Moorwald. Teile des Gebietes werden über Gräben zur Vehne und Lethe entwässert.